# Lycodes albonotatus
Lycodes albonotatus är en fiskart som först beskrevs av Taranetz och Andriashev, 1934.  Lycodes albonotatus ingår i släktet Lycodes och familjen tånglakefiskar. Inga underarter finns listade i Catalogue of Life.